# الصياني
الصياني هو موقع أثري يقع شمال مدينة تبوك الواقع إلى الشمال الغربي من المملكة العربية السعودية.

## الوصف
يقع الموقع غربي حالة عمار على بعد 20 كم تقريبًا على مقربة من خط الحدود السعودية الأردنية٬ وقد سمي بالصياني (جمع صينية) لوجود تشكيلات من الصخور من عمل الطبيعة على شكل صواني٬ والصياني مستوطنة سكنية وزراعية تمتد على مساحة كبيرة٬ وقد عثر فيها على نقوش نبطية٬ وهو أيضا أحد منازل الطريق الرئيس الذي كان يربط بين الحجر والبتراء في العصر النبطي٬ ويبدو أن
الموقع كانت به مصادر مياه دائمة في تلك الفترة٬ ولا يستبعد أن توجد به دلائل استيطان سابقة.